# SMS Kaiser
La SMS Kaiser fu la prima nave della sua classe della Kaiserliche Marine. La Kaiser fu costruita nei cantieri navali imperiali di Kiel, varata il 22 marzo 1911 ed entrata in servizio il primo agosto 1912. La nave era dotata di dieci cannoni da 305 mm (12 pollici) in cinque torrette, e aveva una velocità massima di 23,4 nodi (43,3 km/h). La Kaiser fu assegnata alla III. Geschwader (IIIª squadra da battaglia) della Hochseeflotte per la maggior parte della prima guerra mondiale.
Nel 1913, la Kaiser e la sua gemella SMS König Albert condussero una crociera in Sud America e Sud Africa. Nella prima guerra mondiale prese parte alle più importanti azioni della flotta tedesca nel Mare del Nord. Combatté nella Battaglia dello Jutland il 31 maggio – primo giugno 1916, dove fu colpita due volte senza subire danni rilevanti. Partecipò anche all'Operazione Albion nel Mar Baltico nel settembre-ottobre 1917, ed alla seconda battaglia di Helgoland nel novembre del 1917.
Alla fine della guerra, la Kaiser fu condotta insieme alla maggior parte della Hochseeflotte presso la base di Scapa Flow mentre venivano discusse le clausole del trattato di Versailles.
Il 21 giugno 1919 la flotta preferì autoaffondarsi che cadere in mani britanniche. Il relitto fu recuperato nel 1929 e demolito presso i cantieri di Rosyth nel 1930.

## Costruzione e caratteristiche

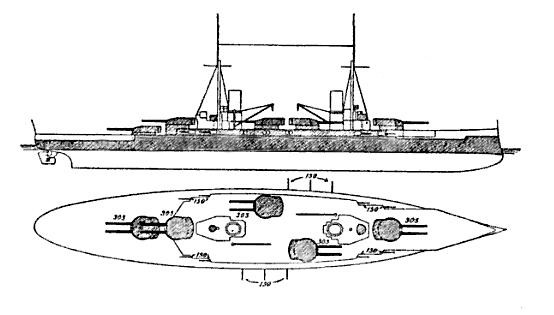
Pianta e profilo della classe Kaiser. Evidenziate, in nero, le parti corazzate.

Ordinata con la denominazione Ersatz Hildebrand come sostituta della corazzata costiera SMS Hildebrand, la Kaiser fu impostata presso i cantieri navali imperiali di Kiel nel settembre 1909. Lo scafo fu completato il 22 marzo 1911, data scelta per il varo, in modo che coincidesse con il compleanno del Kaiser (Imperatore) Guglielmo I. Suo nipote, il Kaiser Guglielmo II, partecipò alla cerimonia del varo, il cancelliere tedesco Theobald von Bethmann-Hollweg tenne un discorso mentre la Kaiserin (l'Imperatrice) Augusta Vittoria battezzò la nave. Iniziò, quindi, il lavoro di allestimento che fu completato alla fine del luglio del 1912. Il primo agosto la nave entrò in servizio e condusse le prove in mare che furono concluse il 7 dicembre, il giorno dopo la nave raggiunse la Hochseeflotte per diventare la nave ammiraglia della V.Division (Vª divisione navi da battaglia). L'equipaggio era composto in gran parte da quello che era imbarcato sulla SMS Elsass e sulla SMS Braunschweig che erano state da poco ritirate dal servizio.
La Kaiser era lunga 172,4 m fuori tutto ed aveva un dislocamento massimo di 27.000 t. Presentava un'altezza di 29 m ed un pescaggio di 9,1 m a prua ed 8,8 m a poppa. La propulsione era affidata a tre gruppi di turbine Parsons, alimentate da 16 caldaie a carbone. La velocità massima sviluppata era di 23,4 nodi (43,3 km/h). Poteva caricare 3.600 t di carbone che gli consentivano un'autonomia di 7.900 miglia (14,600 km) alla velocità di 12 nodi (22 km/h)
la Kaiser era armata con 10 cannoni 30,5 cm SK L/50 divisi su cinque torrette binate. La nave abbandonò l'inefficiente disposizione in esagono delle torrette delle precedenti navi da battaglia tedesche, montando, invece, tre torrette lungo la mezzeria della nave, con le due di poppa poste su due livelli. Le due torrette a centronave erano poste en echelon, in modo che potessero fare fuoco su entrambi i bordi, sia pur con un settore di tiro limitato. L'armamento secondario era costituito da 14 cannoni 15 cm SK L/45 posti in casamatta, otto cannoni 8,8 cm SK L/45 pure in casamatta e quattro cannoni antiaerei 8,8 cm L/45. La nave era dotata anche di cinque tubi lanciasiluri da 500 mm.

## Servizio
Dopo aver raggiunto la flotta nel dicembre 1912, la Kaiser fece base a Kiel. La nave condusse delle esercitazioni in singolo. Nel febbraio 1913, la Kaiser fu trasferita a Wilhelmshaven, insieme alla sua pari classe SMS Friedrich der Grosse. Prese poi parte a diverse missioni di addestramento con il resto della Hochseeflotte, tra cui alcune missioni nel Mare del Nord in marzo ed aprile, esercitazioni di tiro nel Mar Baltico alla fine del mese di aprile, ed ulteriori manovre con la flotta in maggio. In giugno, la Kaiser prese parte alla settimana di regate Kieler Woche (Settimana di Kiel), durante la quale Il Kaiser Guglielmo II ed il re d'Italia Vittorio Emanuele III, giunto a bordo dell'incrociatore Amalfi, visitarono la nave. La crociera annuale in Norvegia si tenne in luglio ed agosto, seguita dalle manovre autunnali di agosto e settembre. Nel settembre 1913, il capitano Adolf von Trotha (1868–1940) ottenne il comando della nave, che mantenne fino al gennaio 1916.
La Kaiser fu scelta per partecipare a una crociera a lungo raggio per valutare l'affidabilità del nuovo, per l'epoca, sistema di propulsione a turbina. La nave fu affiancata dalla gemella SMS König Albert e dall'incrociatore leggero SMS Strassburg in una speciale "Divisione separata". Le tre navi partirono il 9 dicembre 1913 e si diressero verso le colonie tedesche dell'Africa Occidentale. Le navi visitarono Lomé nel Togoland, Duala e Victoria nel Kamerun, e Swakopmund nella Africa Tedesca del Sud-Ovest. Dall'Africa, le navi navigarono verso Sant'Elena e poi verso Rio de Janeiro, dove arrivarono il 15 febbraio 1914. Il Strassburg si separò per visitare Buenos Aires, per poi raggiungere le navi da battaglia a Montevideo. Le tre navi doppiarono Capo Horn e e poi si diressero verso Valparaíso, in Cile, arrivando il 2 aprile dove rimasero due settimane.
L'11 aprile, partirono da Valparaiso per il lungo viaggio di ritorno in Germania durante il quale visitarono molti altri porti, tra cui Bahía Blanca, in Argentina, prima di tornare a Rio de Janeiro. Il 16 maggio le navi lasciarono Rio de Janeiro per attraversare l'Atlantico; si fermarono a Capo Verde, Madeira, e Vigo in Spagna. la Kaiser, la König Albert, e il Strassburg arrivarono a Kiel il 17 giugno 1914. Durante la crociera, percorsero circa 20.000 miglia nautiche (37.000 km). Una settimana dopo, il 24 giugno, la "Divisione separata" venne sciolta e la Kaiser tornò al III.Geschwader (IIIª squadra da battaglia della Vª divisione). la Kaiser partecipò poi alle esercitazioni di squadra in luglio. la Kaiser si ricongiunse con la Hochseeflotte per la crociera annuale in Norvegia nel luglio 1914, circa due settimane dopo l'assassinio dell'arciduca Francesco Ferdinando in Sarajevo. Con l'aumentare delle tensioni internazionali, la crociera fu interrotta e la Hochseeflotte tornò a Wilhelmshaven per il 29 luglio. Per la mezzanotte del 4 agosto, il Regno Unito dichiarò guerra all'Impero Tedesco.

### Prima guerra mondiale

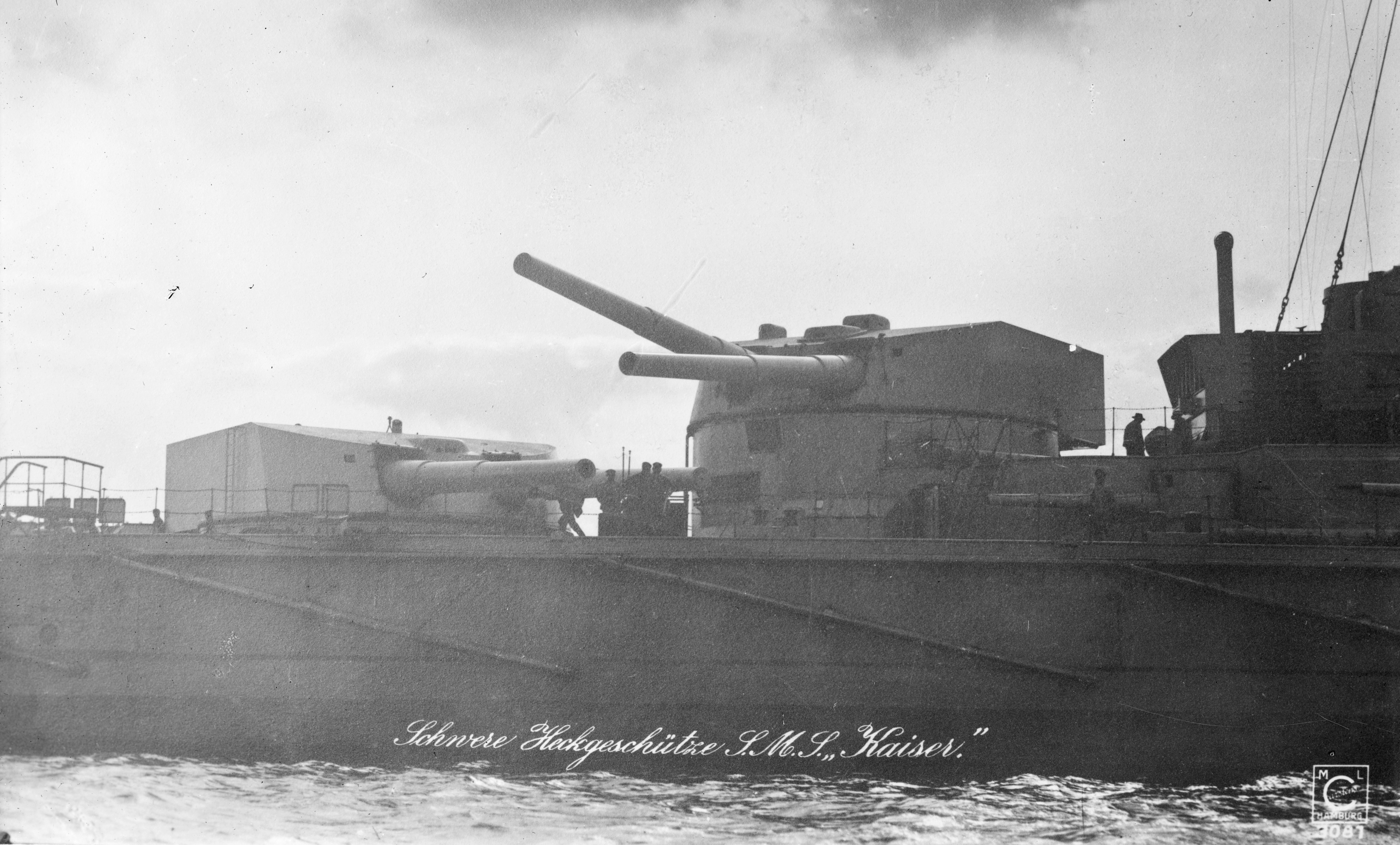
Torrette di poppa della Kaiser

La flotta tedesca, l'Hochseeflotte, condusse molte incursioni nel Mare del Nord schierando la Kaiser. La prima si tenne fra il 2 ed il 3 novembre 1914, senza incontrare le forze britanniche avversarie. L'ammiraglio Friedrich von Ingenohl, al comando della Hochseeflotte, adottò una strategia che prevedeva l'uso degli incrociatori da battaglia del contrammiraglio Franz von Hipper, il I. Aufklärungsgruppe (I Gruppo da ricognizione), per bombardare le città costiere britanniche attirando, così, parti della Grand Fleet dove sarebbero state attaccate dall'intera Hochseeflotte. Il bombardamento di Scarborough, Hartlepool e Whitby del 15–16 dicembre 1914 fu il primo di questi tentativi. La sera del 15 dicembre, una flotta consistente in 12 navi da battaglia—compresa la Kaiser e le sue quattro pari classe ed otto pre-dreadnought tedesche si avvicinò fino a 10 miglia da una squadra isolata di sei navi da battaglia britanniche. Tuttavia, i combattimenti nel buio fra i cacciatorpediniere di scorta convinsero von Ingenohl di avere di fronte l'intera Grand Fleet. Per ordine diretto del Kaiser Guglielmo II non si doveva rischiare la flotta senza la sicurezza di un successo, quindi, von Ingenohl preferì disimpegnarsi e si ritirò verso i porti tedeschi.
In seguito alla perdita della SMS Blücher nella battaglia di Dogger Bank nel gennaio 1915, il Kaiser rimosse l'ammiraglio von Ingenohl il 2 febbraio. L'ammiraglio Hugo von Pohl lo sostituì al comando della flotta. L'ammiraglio von Pohl condusse una serie di incursioni nel Mare del Nord nel 1915 a cui la Kaiser prese parte. Il 29 marzo, seguì la flotta tedesca al largo di Terschelling senza incontrare il nemico. Un'altra seguì il 17–18 aprile, quando la Kaiser con il resto della flotta scortò un'operazione di minamento condotta dal II Aufklärungsgruppe. Un'altra sortita della flotta fu effettuata tre giorni dopo, il 22 aprile verso il Dogger Bank, senza ancora incontrare forze britanniche. la Kaiser rimase in cantiere per manutenzione durante l'operazione condotta il 17–18 maggio, ma era di nuovo in servizio per la sortita del 29–30 maggio, quando la flotta raggiunse l'altezza di Schiermonnikoog prima di dover tornare indietro a causa del maltempo. Il 10 agosto, la flotta navigò a nord dell'isola di Helgoland per coprire il rientro della nave corsara SMS Meteor. Un mese dopo, il 11–12 settembre, la flotta scortò un'altra operazione di posa delle mine al largo dello Swarte Bank. L'ultima operazione dell'anno, il 23–24 ottobre, fu una sortita senza esito verso le secche di Horns Rev (costa ovest della Danimarca).
Il 12 gennaio 1916, l'ammiraglio Reinhard Scheer sostituì von Pohl al comando della flotta. la Kaiser fu in linea il 5–7 marzo, quando partecipò a una sortita della flotta, ancora senza conseguenze. Mentre manovrava nel porto di Kiel, la vecchia pre-dreadnought SMS Hannover entrò in collisione con la Kaiser, ma nessuna delle due navi subì danni gravi. Scheer continuò la serie di sortite della flotta portate avanti dai suoi predecessori nel Mare del Nord: 26 marzo, 2–3 aprile, ed il 21–22 aprile. Gli incrociatori da battaglia condussero un altro bombardamento della costa inglese il 24–25 aprile, durante il quale la Kaiser ed il resto della flotta assicurarono supporto a distanza. Scheer pianificò un altro attacco per metà-maggio, ma l'incrociatore da battaglia SMS Seydlitz aveva urtato una mina nella precedente operazione ed il protrarsi dei lavori di riparazione portarono allo spostamento dell'operazione a fine mese.

### Battaglia dello Jutland

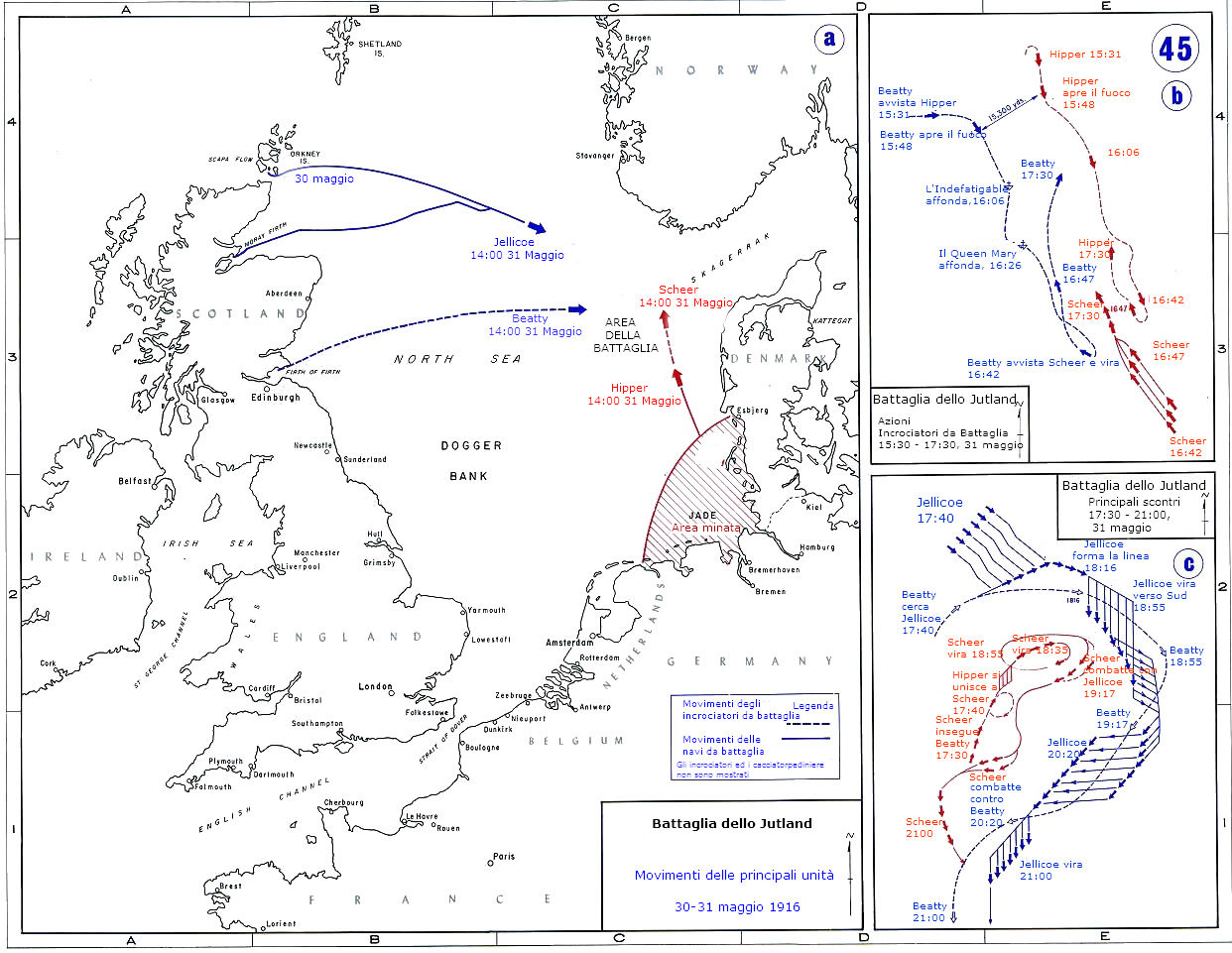
Schema della battaglia dello Jutland

Appena dopo il raid su Lowestoft, l'ammiraglio Reinhard Scheer iniziò a programmare un'altra sortita nel Mare del Nord. Aveva fissato l'operazione per metà maggio, quando era previsto che i danni da mina sofferti dalla Seydlitz fossero riparati poiché Scheer era contrario a sviluppare un'azione in forze senza disporre dei suoi incrociatori da battaglia al completo. Il 9 maggio, tuttavia, alcune navi da battaglia subirono degli inconvenienti ai motori, che rinviarono l'operazione ulteriormente, al 23 maggio. Il 22 maggio, la Seydlitz non era ancora stata completamente rimessa a posto e l'operazione fu ulteriormente rinviata, questa volta per il 29 maggio. A mezzogiorno del 29 maggio, i lavori sulla Seydlitz erano terminati e la nave tornò in linea con il I. Aufklärungsgruppe . Il piano prevedeva per gli incrociatori da battaglia di Hipper di dirigersi verso lo Skagerrak a nord, con l'intenzione di attirare una parte della flotta britannica in modo che potesse essere distrutta dalle navi da battaglia di Scheer.
la Kaiser ed il resto del III Geschwader erano l'avanguardia della Hochseeflotte; le quattro navi della classe König erano le prime della linea. La Kaiser, l'ammiraglia del Konteradmiral H. Nordmann, era posizionata direttamente a poppa delle König. Il I.Geschwader, composto dalle otto navi della classe Helgoland e della classe Nassau, seguiva il III.Geschwader, con le sei pre-dreadnoughts del II.Geschwader che costituivano la retroguardia. I cinque incrociatori da battaglia di Hipper lasciarono l'estuario dello Jade alle 02:00 del 31 maggio; Scheer, con il resto della Hochseeflotte, seguì un'ora e mezzo dopo.
Poco prima delle 16:00 CET, Gli incrociatori da battaglia del I.Aufklärungsgruppe incontrarono le navi omologhe del 1st Battlecruiser Squadron (1ª squadra incrociatori da battaglia), al comando di David Beatty. Iniziò un duello di artiglierie che portò alla distruzione dell'Indefatigable, poco dopo le 17:00, e del Queen Mary, meno di mezz'ora dopo. A questo punto, gli incrociatori da battaglia tedeschi facevano rotta verso Sud per attirare le navi britanniche verso il grosso della Hochseeflotte. Per le 17:30, l'equipaggio della König avvistò sia il I.Aufklärungsgruppe sia il 1st Battlecruiser Squadron in avvicinamento. Gli incrociatori da battaglia tedeschi dirigevano a dritta della flotta tedesca, mentre le navi britanniche erano sul lato di sinistra. Alle 17:45, Scheer ordinò una virata di due quarte a dritta per avvicinare le sue navi agli incrociatori britannici, e un minuto dopo, alle 17:46, fu dato l'ordine di aprire il fuoco.
Tra 17:48 e 17:52, la Kaiser, la Kronprinz, la Friedrich der Grosse, e tutte le otto navi da battaglia del I.Geschwader aprirono il fuoco contro alcune navi del 2nd Light Cruiser Squadron (2ª squadra incrociatori leggeri); la Kaiser, la SMS Ostfriesle, e la SMS Nassau fecero fuoco sul HMS Southampton, ma solo la Nassau riuscì a colpire l'incrociatore. Nell'arco di 8 minuti, la Kaiser lanciò undici proietti contro il Southampton senza successo. La 2ª squadra incrociatori leggeri si allontanò fuori tiro, rimanendo sostanzialmente illesa. Alle 17:58, Scheer ordinò alla flotta la massima velocità; la maggiore velocità delle navi della classe König fece aumentare la distanza tra la Kaiser e la König. Alle 18:05, l'incrociatore Southampton tornò di nuovo a tiro, e la Kaiser aprì il fuoco, lanciò quattro salve da 12.000 m, senza, di nuovo, colpire il bersaglio. Dopo tre minuti di fuoco, i cannoni della Kaiser tacquero.
Dalle 18:10, la Kaiser fece fuoco contro la nave da battaglia del 5th Battle Squadron, la HMS Malaya; in 25 minuti, lanciò 27 salve da una distanza di 17.300 m. I cacciatorpediniere britannici HMS Nestor e HMS Nomad, che erano stati immobilizzati nei primi scontri, erano alla deriva sulla rotta della flotta tedesca. Poco prima delle 18:30, la Kaiser e le sue tre pari classe aprirono il fuoco sul Nomad con le loro batterie secondarie. La tempesta di proiettili da 150 mm devastarono la nave; scoppiò un incendio a bordo ed un proietto colpì la santabarbara di prua. Il Nomad affondò per primo alle 18:30, mentre il Nestor veniva affondato dalle navi da battaglia del I.Geschwader.
Poco dopo le 19:00, l'incrociatore tedesco Wiesbaden venne immobilizzato da un colpo dell'incrociatore da battaglia Invincible; il contrammiraglio Paul Behncke sulla König cercò di manovrare le sue navi nel tentativo di coprire l'incrociatore danneggiato. Contemporaneamente le navi britanniche del III e del IV Light Cruiser Squadron (3ª e 4ª squadra incrociatori leggeri) iniziarono un attacco con i siluri contro la linea tedesca; mentre avanzavano per raggiungere la distanza di tiro per i siluri, colpirono il Wiesbaden con le loro batterie. Le otto navi da battaglia del III.Geschwader svilupparono un pesante bombardamento contro gli incrociatori britannici, che però non si ritirarono. Gli incrociatori corazzati HMS Defence, HMS Warrior, e HMS Black Prince si unirono nell'attacco al Wiesbaden. Tra le 19:14 e 19:17, la Kaiser e molte altre navi da battaglia ed incrociatori da battaglia aprirono il fuoco contro il Defence ed il Warrior. l'incrociatore corazzato britannico Defence fu colpito da diversi proietti di grosso calibro delle navi tedesche. Uno di essi penetrò la santabarbara che esplose, distruggendolo.
Mentre il Warrior si ritirava, danneggiato, verso ovest, le navi della Classe Queen Elizabeth appartenenti al 5th Battle Squadron si riunirono con la Grand fleet entrando nella battaglia da nord. Tuttavia, la HMS Warspite fu costretta, dal fuoco nemico, ad uscire dalla linea verso sud, in direzione dell'avanzante flotta tedesca. La Warspite fu sottoposta ad un intenso fuoco da parte delle navi da battaglia tedesche; la Kaiser colpì la Warspite con un proietto che danneggiò gli apparati del timone costringendola a navigare descrivendo un cerchio, fuori controllo. Dopo aver completato tre rivoluzioni complete ed aver subito 13 colpi, la Warspite riuscì a riprendere il controllo del timone e si ricongiunse alla sua squadra. Tuttavia, per le 20:00 il timone andò di nuovo fuori servizio, costringendo la nave a ritirarsi.
Alle 20:15, la Hochseeflotte aveva affrontato la Grand Fleet per la seconda volta e ed era stata costretta a ritirarsi; nel farlo, l'ordine della linea tedesca si era invertito. Ora la Kaiser era la quinta nave dalla coda della linea tedesca, avanti solo alle quattro navi della classe König. la Kaiser fu colpita due volte, da proietti di grosso calibro, alle 20:23 e tre minuti dopo. I proietti semi-perforanti (CPC, Common Pointed Capped, ogiva standard con innesco nel fondello), venivano dai cannoni da 305 mm della HMS Agincourt. Un proietto penetrò il ponte di coperta e finì in una stiva delle amache sotto la casamatta n°7; il proietto non esplose rompendosi causando un piccolo incendio, che fu presto domato. L'altro proietto esplose, probabilmente, all'esterno della nave.
Poco prima delle 21:30, la Kaiser, la Prinzregent Luitpold, e la SMS Markgraf avvistarono le forze di naviglio sottile britannico in avvicinamento. Le navi tedesche aprirono il fuoco a una distanza di 7.300 m con entrambe le batterie principali e secondarie. L'incrociatore leggero HMS Calliope fu gravemente danneggiato, costringendo le forze britanniche al ritiro. Attorno alle 23:30, la Hochseeflotte si riorganizzò nella formazione di crociera notturna. la Kaiser era la dodicesima nave, al centro della linea di 24 navi.
Dopo una serie di scontri notturni tra le navi da battaglia ed i cacciatorpediniere britannici, la Hochseeflotte forzò gli schieramenti delle forze leggere britanniche e raggiunse il faro di Horns Rev alle 04:00 del 1 giugno. Poche ore dopo raggiunse Wilhelmshaven; le navi da battaglia del I.Geschwader rimasero in posizione difensiva sugli accessi esterni e la Kaiser, la Kaiserin, la Prinzregent Luitpold, e la Kronprinz rimasero pronte all'ingresso del porto di Wilhelmshaven. Il resto delle navi da battaglia e degli incrociatori da battaglia entrarono a Wilhelmshaven, dove, per quelle ancora in condizione di combattere, si ripristinarono le scorte di munizioni e combustibile. I due colpi subiti dalla Kaiser non avevano avuto effetti rilevanti, un solo marinaio era rimasto ferito.

#### Operazioni successive
Il 18 agosto, l'ammiraglio Scheer cercò di organizzare un'altra sortita come quella del 31 maggio. Il I.Aufklärungsgruppe avrebbe dovuto bombardare la città costiera inglese di Sunderland, nel tentativo di attirare e distruggere la squadra degli incrociatori da battaglia di David Beatty. Dato che il SMS Von der Tann e il SMS Moltke erano i soli incrociatori da battaglia in condizioni operative, la nuova nave da battaglia, SMS Bayern, la Markgraf e la Grosser Kurfürst, furono temporaneamente distaccate al I. Aufklärungsgruppe per la missione. L'ammiraglio Scheer con il resto della Hochseeflotte, tra cui la Kaiser, avrebbe seguito in copertura. La Royal Navy venne a conoscenza della sortita e fece salpare la Grand fleet per intercettare le navi tedesche. Alle 14:35, Scheer fu avvisato dell'avvicinarsi delle navi britanniche, e non volendo affrontare di nuovo l'intera flotta britannica appena 11 settimane dopo la battaglia dello Jutland, si ritirò verso i porti tedeschi.
La Kaiser fu presente nella sortita del 18-20 ottobre verso il Sunderland, che si concluse senza incontri. Due settimane dopo, il 4 novembre, la Kaiser prese parte a una missione verso la costa danese occidentale per assistere due sommergibili —il SMU U-20 e il SMU U-30—che si erano arenati. Il primo dicembre, la Hochseeflotte fu riorganizzata; la Kaiser e le sue pari classe furono trasferite al IV.Geschwader, con la Kaiser ammiraglia di squadra. Nel 1917, la strategia della Guerra sottomarina illimitata fu ripresa; Le unità di superficie della marina tedesca furono impregnate nella copertura della partenza e dell'arrivo dei sommergibili. Di conseguenza, la Kaiser passò la maggior parte dell'anno in attività di pattugliamento e sorveglianza della Baia Tedesca. Nel maggio del 1917, la Kaiser fu riportata in bacino per la manutenzione periodica.

#### Operazione Albion

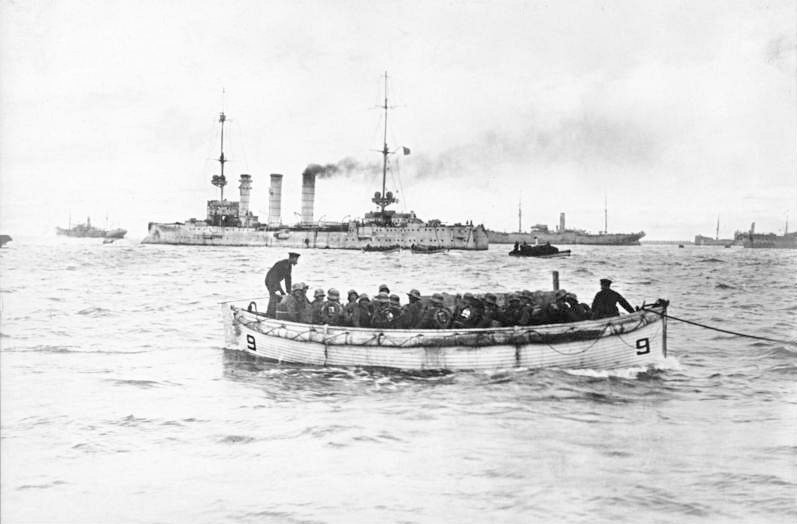
Truppe tedesche sbarcano sull'isola di Ösel

Agli inizi di settembre del 1917, in seguito alla conquista tedesca del porto di Riga, la marina imperiale tedesca decise di eliminare le forze navali russe che ancora tenevano il golfo di Riga. Per questo obiettivo lo Admiralstab (lo stato maggiore della marina) pianificò un'operazione per la conquista dell'isola baltica di Ösel (nome tedesco di Saaremaa), in particolare le batterie costiere russe sul promontorio di Sworbe sull'isola. Il 18 settembre fu dato l'ordine per l'inizio delle operazioni aeronavali per l'invasione delle isole di Ösel e di Muhu; le unità navali principali erano guidate dall'ammiraglia della task force, la SMS Moltke, affiancata dal III. Geschwader della Hochseeflotte che comprendeva la V. Division composta dalle tre navi della classe König, ed era stata rinforzata con la nuova nave da battaglia SMS Bayern, la VI. Division formata dalle cinque navi della classe Kaiser. Insieme ad esse completavano la flotta nove incrociatori leggeri, tre flottiglie di torpediniere, decine di posamine e dragamine, l'intera task force comprendeva circa 300 navi ed era supportata da 100 aerei e sei dirigibili. La forze terrestri ammontavano a circa 24.600 tra soldati ed ufficiali. Contro le forze tedesche i russi opponevano le vecchie pre-dreadnought Slava e Tsesarevitch, l'incrociatore corazzato Bayan, l'Admiral Makarov, ed il Diana, 26 cacciatorpediniere, e molte torpediniere e cannoniere. La guarnigione sull'isola di Ösel aveva una forza di circa 14.000 uomini.
Il 24 settembre, la Kaiser lasciò Kiel, per la baia di Pucka (parte est della baia di Danzica), dove si congiunse alle altre navi da battaglia. Da qui, si diresse verso Libau, che raggiunse il 10 ottobre. Due giorni dopo, la mattina del 12 ottobre, la Kaiser, insieme alle sue pari classe SMS Kaiserin e SMS Prinzregent Luitpold, aprirono il fuoco sulle batterie costiere russe di capo Hundsort dell'isola di Saaremaa. Il 14 ottobre la Kaiser attaccò il cacciatorpediniere russo Grom mettendone fuori uso le macchine con un solo colpo. Il Grom fu catturato e messo a rimorchio, ma affondò velocemente. Il 16 ottobre la Kaiser rivolse i suoi cannoni contro le postazioni russe di capo Toffri (estremità meridionale dell'isola di Hiiumaa).
Per 20 ottobre, i combattimenti si andavano esaurendo; le isole di Moon, Ösel, e Dagö erano state conquistate dalle truppe tedesche. Il giorno prima, l'Admiralstab aveva ordinato la cessazione delle operazioni navali ed il pronto ritorno delle unità alla Hochseeflotte. Il 31 ottobre la Kaiser ed il resto dell'Unità Speciale furono escluse dall'operazione e partirono verso Kiel, che raggiunsero il 2 novembre. La Kaiser navigava di nuovo nel Mare del Nord per il 7 novembre.

#### Ultime operazioni
Il 17 novembre la Kaiser e la Kaiserin furono assegnate al pattugliamento del golfo di Heligoland, dovevano appoggiare l'azione del II.Aufklärungsgruppe e di un gruppo di dragamine. Due incrociatori leggeri, il HMS Calypso ed il HMS Caledon, attaccarono i dragamine ed il II .Aufklärungsgruppe nel golfo di Heligoland. La Kaiser e la sua gemella intervennero e colpirono uno degli incrociatori leggeri. Le due navi ingaggiarono brevemente l'incrociatore da battaglia HMS Repulse, ma entrambe le parti non riuscirono a colpire l'avversario. Il comandante tedesco non portò a fondo l'attacco, preferendo una condotta prudente.
Il 2 febbraio 1918, l'incrociatore leggero SMS Stralsund urtò una mina; la Kaiser era tra le navi inviate a scortare in porto l'incrociatore danneggiato. La nave prese parte alla sortita in forze del 23–24 aprile. L'operazione aveva lo scopo di intercettare un convoglio britannico pesantemente scortato diretto verso la Norvegia il 23–25 aprile, ma fu interrotta per le avarie meccaniche subite dalla SMS Moltke. Negli ultimi mesi di guerra, tra agosto e novembre, il capitano Hermann Bauer assunse il comando della nave.
La Kaiser avrebbe dovuto partecipare all'ultima azione della Hochseeflotte. Dalla base di Wilhelmshaven, la flotta tedesca, si sarebbe diretta in forze contro le coste inglesi per affrontare la Grand Fleet; Scheer—ora il Großadmiral della flotta—si proponeva di infliggere il massimo dei danni alla flotta britannica, per ottenere migliori condizioni di resa, sacrificando la flotta tedesca. Il 24 ottobre 1918, fu dato l'ordine di salpare da Wilhelmshaven. Dalla notte del 29 ottobre, i marinai di numerose navi si ammutinarono; tre navi del III. Geschwader si rifiutarono di levare le ancore, ed atti di sabotaggio si verificarono a bordo delle navi da battaglia SMS Thüringen e SMS Helgoland. L'ordine di partenza fu ritirato di fronte alla rivolta.

### Destino finale

Mappa della posizione dei relitti delle navi affondate a Scapa Flow, la Kaiser è contrassegnata con il numero 18; click per ingrandire

In seguito alla resa della Germania nel novembre 1918, la maggior parte della Hochseeflotte, sotto il comando del contrammiraglio Ludwig von Reuter, furono condotte presso la base navale britannica di Scapa Flow. Prima della partenza della flotta tedesca, l'ammiraglio Adolf von Trotha esplicitò a von Reuter che, in ogni caso, le navi non potevano essere consegnate agli Alleati. La flotta tedesca si incontrò con l'incrociatore leggero britannico HMS Cardiff, che la portò verso la grande scorta di navi alleate che doveva condurla fino a Scapa Flow. La flotta alleata era composta da circa 370 navi britanniche, statunitensi e francesi. Una volta confinate a Scapa Flow, alle navi furono rimossi gli otturatori dei cannoni per renderli inservibili. La flotta rimase prigioniera durante i negoziati che condussero alla firma del trattato di Versailles.
Von Reuter riteneva che la Royal Navy si sarebbe impossessata delle navi per il 21 giugno, che era la scadenza imposta alla Germania per la firma del trattato. Non essendo a conoscenza della proroga concessa fino al 23, Reuter decise di dare l'ordine di affondare le navi. La mattina del 21 giugno, la flotta britannica lasciò Scapa Flow per condurre delle esercitazioni in mare, e alle 11:20 Reuter trasmise l'ordine alle sue navi. la Kaiser affondò alle 13:24; il relitto venne recuperato nel 1929 e demolito nei cantieri di Rosyth a partire dal 1930.

### Riferimenti
1. 1 2  Staff (Vol. 2), p. 4.
2. 1 2 3  Staff (Vol. 2), p. 10.
3. ↑  Hildebrand Röhr & Steinmetz, p. 18.
4. 1 2 3 4  Gröner, p. 26.
5. 1 2  Hildebrand Röhr & Steinmetz, p. 17.
6. ↑  Staff (Vol. 2), pp. 10-11.
7. 1 2 3 4 5 6 7  Staff (Vol. 1), p. 11.
8. ↑  Herwig, p. 144.
9. ↑  Herwig, pp. 149-150.
10. ↑  Tarrant, p. 31.
11. ↑  Tarrant, pp. 31-33.
12. ↑  Tarrant, pp. 43-44.
13. 1 2 3  Staff (Vol. 2), p. 15.
14. 1 2  Tarrant, p. 58.
15. ↑  Tarrant, pp. 55-56.
16. 1 2  Tarrant, p. 62.
17. ↑  Tarrant, p. 61.
18. ↑  Tarrant, p. 286.
19. ↑  Tarrant, pp. 94-95.
20. ↑  Tarrant, pp. 100-101.
21. ↑  Tarrant, p. 110.
22. 1 2  Campbell, p. 54.
23. ↑  Campbell, p. 99.
24. ↑  Campbell, pp. 98-99.
25. ↑  Campbell, p. 104.
26. ↑  Tarrant, p. 114.
27. ↑  Campbell, p. 101.
28. ↑  Tarrant, p. 137.
29. ↑  Tarrant, p. 138.
30. ↑  Tarrant, p. 139.
31. ↑  Campbell, p. 152.
32. ↑  Tarrant, p. 140.
33. ↑  Tarrant, p. 141.
34. ↑  Staff (Vol. 2), pp. 11-12.
35. ↑  Tarrant, p. 143.
36. ↑  Tarrant, p. 172.
37. ↑  Campbell, p. 206.
38. ↑  Campbell, p. 245.
39. ↑  Tarrant, p. 191.
40. ↑  Campbell, p. 275.
41. ↑  Tarrant, pp. 246-247.
42. ↑  Campbell, p. 320.
43. ↑  Tarrant, p. 263.
44. ↑  Tarrant, p. 298.
45. ↑  Staff, p. 30.
46. ↑  Massie, p. 682.
47. ↑  Massie, p. 683.
48. ↑  Halpern, p. 213.
49. ↑  Halpern, pp. 214-215.
50. ↑  Halpern, p. 215.
51. 1 2 3 4 5 6  Staff (Vol. 2), p. 12.
52. ↑  Halpern, p. 219.
53. ↑  Gardiner & Gray, p. 60.
54. ↑  Konstam, p. 35.
55. ↑  Massie, pp. 748-749.
56. ↑  Tarrant, pp. 280-281.
57. 1 2  Tarrant, p. 282.
58. 1 2 3  Herwig, p. 256.
59. ↑  Herwig, pp. 254-255.
60. ↑  Herwig, p. 255.